# 西山 (昆明)

昆明西山，拍攝於草海大堤。

昆明西山旧称碧鸡山，位于中国云南省省会昆明市西山区境内，是碧峣、华亭、太华、罗汉诸山的总称，距昆明市区15公里。北起碧鸡关，南至海口，沿滇池西岸连绵35公里。因山形似仰卧的大佛或美女，故又称“卧佛山”或“睡美人山”。最高峰罗汉峰海拔2511米。山上森林茂密，植物种类繁多，建有西山森林公园。昆明西山是云南著名的旅游景区，属于中国国家级风景名胜区，国家4A级旅游景区。主要景点有西山龙门、华亭寺、太华寺、聂耳墓、小石林等。

## 外部連結
[在维基数据编辑]
 《欽定古今圖書集成·方輿彙編·山川典·碧雞山部》，出自陈梦雷《古今圖書集成》